# 瓶山全集
《瓶山全集》为曾鸿桑所撰12卷诗文集。原为手抄本，由其门人黄朝桐编辑抄写。全集分诗集和文集两人部分。前10卷为诗，后2卷为文。诗又分前编8卷、后编1卷，外编l卷；文分正编l卷，附编l卷。集前有诗沦《诗神说》和写于民国元年(1912年)的《瓶山诗集·自序》，诗集卷8未有黄朝桐跋。文集末附《曾瓶山先生传》(传中录曾氏自撰《此愚和尚小传》)和黄朝桐于民国十五年(1936年)所作后记。诗集收诗1200余首，人都作于民国前。前编编年，起光绪七年(1881年)，止辛亥革命(1911年)：后编、外编不编年，其中有1932年作品，当属绝笔。其诗题材广泛，举凡纪行，咏史、抒怀。感事、赠答、题画等等，都有大量篇什，而贯穿其间的思想红线，则是对祖国的热爱，对帝国主义列强的痛恨，对人民疾苦的同情。
他的诗与诗史还颇有距离，但近代史上的某些重人参件如甲午战争、改良运动、辛亥革命、粤桂大战、淞沪抗战，在他的作品中都有直接或间接的反映。其中党歌、军歌。国歌歌词，充分表达了他的爱国民仁思想。文章不多，但体裁较为齐备，辞赋，记传。论说、序跋、碑铭等，都曾尝试过；有些文章分量较重，如《拟中国人皇帝向日本布告各国君主檄文》，愤怒谴责门本帝国宅义的侵华非行；《拟广西公民反对帝制劝告各省工侯将帅父老独立书》，实为讨袁檄文、《书空怪事》为神话小说，对袁业凯的窃国行径进行了无情的鞭挞和嘲讽；《孔孙一系之我见》歌颂孙中山革命，《字体变通之意造》则提出了书法革新的问题。